# Sauce suprême

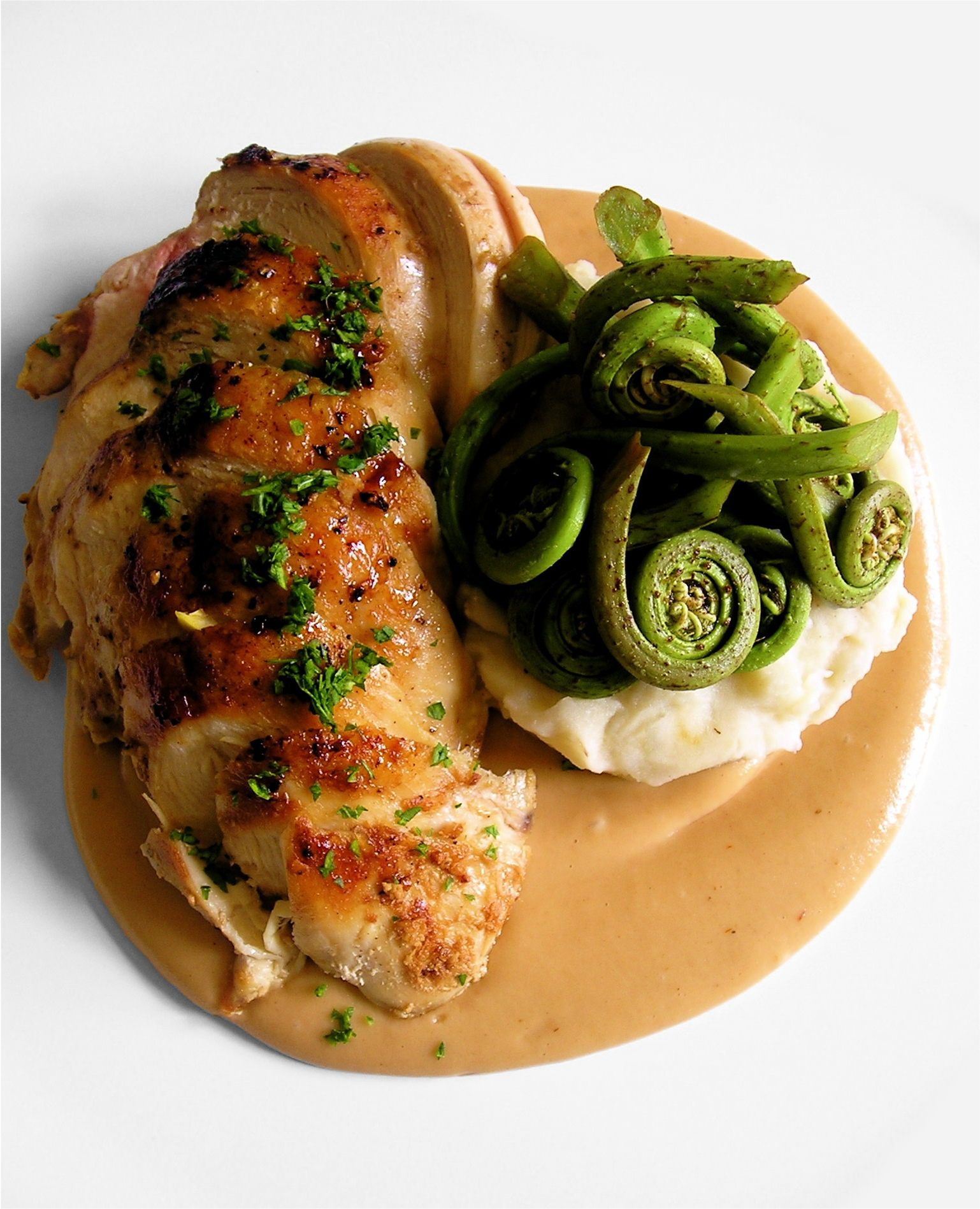
Poulet à la sauce suprême.

La sauce suprême est une sauce de la cuisine française.
Elle est traditionnellement composée d'une sauce veloutée réduite avec de la crème fraîche,.